# Juan de Herdoiza
Juan de Herdoiza (¿1697? - ¿?) fue un arquitecto español.

## Biografía
Juan de Herdoiza nació en la localidad vizcaína de  Durango en el año 1697 (algunas fuentes señalan en torno a 1703) y trabajo en la comarca del Duranguesado sobre mediados del siglo XVII.
Entre sus obras se encuentran pórtico y arco de Santa Ana realizados en 1744 y el rediseño en estilo barroco de la torre de la misma iglesia. También realizó la torre de la iglesia de San Torcuato en Abadiano.
- Datos: Q5953215